# Ammodramus henslowii
Ammodramus henslowii là một loài chim trong họ Emberizidae.

## Hình ảnh

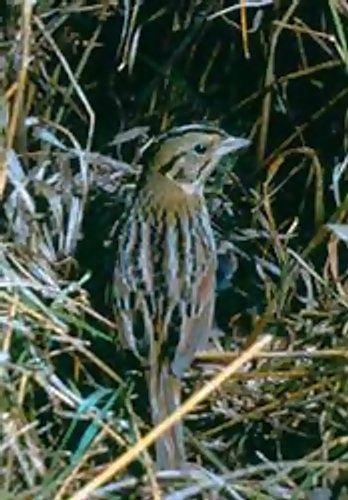
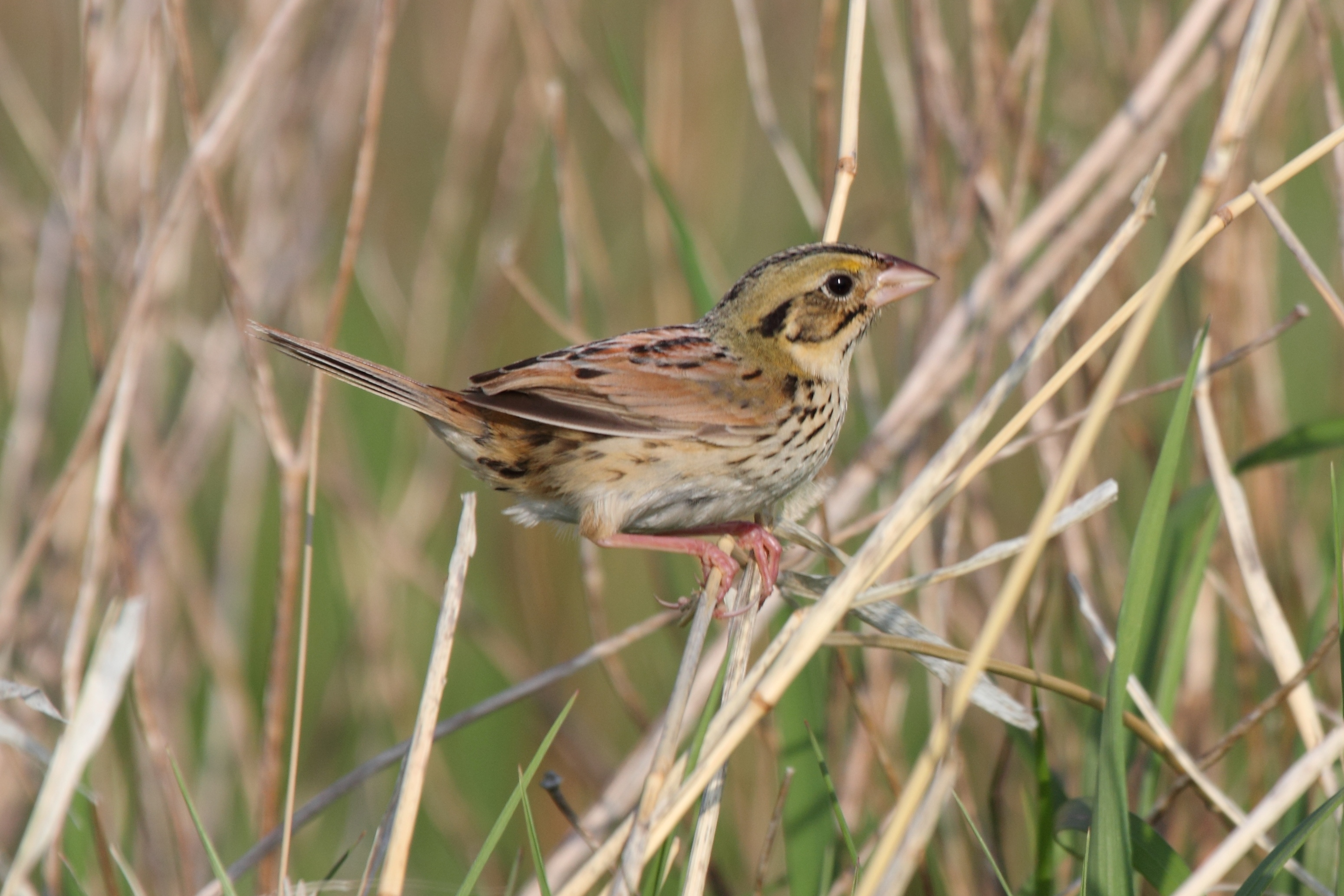